# Trattato del Bardo
Il trattato del Bardo (in arabo معاهدة باردو‎?, Muʿāhada Bārdū), chiamato anche "Trattato di Ksar Sa'id" (Qasr Saʿīd), fu un accordo internazionale bilaterale firmato il 12 maggio 1881 tra la Francia e la Tunisia, come conseguenza diretta dell'intervento armato francese in Tunisia noto in Italia con il nome di Schiaffo di Tunisi.

## Storia
Il trattato instaurò il protettorato della Francia sulla Tunisia; in base ad esso, infatti, il Bey fu costretto ad affidare ogni potere nel settore degli affari esteri, della difesa e dell'amministrazione al Residente Generale di Francia.
Le Convenzioni della Marsa, concluse l'8 giugno del 1883, svuotarono il Trattato del Bardo di tutto il suo contenuto e spogliarono il Bey di quanto restava della sua originaria autorità, instaurando l'amministrazione diretta francese. Il Trattato e le Convenzioni saranno revocate solo il 20 marzo del 1956, quando la Repubblica di Tunisia conquisterà la sua indipendenza.